# Rosendale Hamlet
Rosendale Hamlet – jednostka osadnicza w Stanach Zjednoczonych, w stanie Nowy Jork, w hrabstwie Ulster.